# 中華民国一級上将一覧
中華民国一級上将一覧（ちゅうかみんこく いっきゅうじょうしょう いちらん）では、中華民国における一級上将（上級大将）を一覧形式で記す。
なお、名前は死後一級上将を追贈された者を表す。

## 一覧
| 名前   | 軍種 | 画像 | 叙位年 | 主役職                                                                                       |
| ------ | ---- | ---- | ------ | -------------------------------------------------------------------------------------------- |
| 馮玉祥 | 陸軍 |      | 1935年 | 国民政府軍事委員会副委員長 行政院副院長兼軍政部長                                            |
| 朱培徳 | 陸軍 |      | 1935年 | 国民政府軍事委員会参謀総長 軍事訓練総監部総監                                                |
| 李宗仁 | 陸軍 |      | 1935年 | 抗日戦争第5戦区司令長官 国民政府軍事委員会北平行営主任 中華民国副総統 中華民国代理総統       |
| 何応欽 | 陸軍 |      | 1935年 | 国民政府軍事委員会参謀総長兼軍政部長 陸軍総司令兼参謀総長 国防部長 行政院長                  |
| 張学良 | 陸軍 |      | 1935年 | 東北辺防軍司令兼陸海空軍副総司令 西北剿匪総司令部副司令                                      |
| 陳済棠 | 陸軍 |      | 1935年 | 国民政府軍事委員会常務委員 第一集団軍総司令                                                  |
| 唐生智 | 陸軍 |      | 1935年 | 北伐軍前敵総指揮兼国民革命軍第八軍軍長 第四方面軍総司令 軍事参議院 (中華民国)院長            |
| 閻錫山 | 陸軍 |      | 1935年 | 国民政府軍事委員会副委員長 抗日戦争第2戦区司令長官 行政院長                                  |
| 陳紹寛 | 海軍 |      | 1935年 | 国民政府海軍署長 海軍部長 海軍総司令                                                         |
| 劉湘   | 陸軍 |      | 1938年 | 抗日戦争第7戦区司令長官兼第二十三集団軍総司令                                                |
| 曹錕   | 陸軍 |      | 1938年 | 中華民国大総統 川粤湘贛四省経略使                                                            |
| 程潜   | 陸軍 |      | 1939年 | 国民政府軍事委員会参謀総長 抗日戦争第1戦区司令長官                                           |
| 呉佩孚 | 陸軍 |      | 1939年 | 中華民国陸軍総長 直魯豫三省巡閲使                                                            |
| 宋哲元 | 陸軍 |      | 1940年 | 第一集団軍総司令 抗日戦争第1戦区司令長官                                                     |
| 陳調元 | 陸軍 |      | 1944年 | 軍事参議院院長                                                                               |
| 白崇禧 | 陸軍 |      | 1945年 | 国防部長 華中剿匪総司令部総司令 華中軍政長官公署長官                                         |
| 陳誠   | 陸軍 |      | 1947年 | 国防部参謀総長 中国国民党副総裁 行政院長 中華民国副総統                                      |
| 劉詠堯 | 陸軍 |      | 1950年 | 軍事委員会委員長侍従室侍三処副主任 国防部次長 国防部代理部長 中華民国総統府戦略顧問          |
| 周至柔 | 陸軍 |      | 1951年 | 空軍総司令 参謀総長                                                                          |
| 徐永昌 | 陸軍 |      | 1952年 | 陸軍大学校校長 国防部長                                                                      |
| 薛岳   | 陸軍 |      | 1952年 | 抗日戦争第9戦区司令長官 徐州綏靖公署主任 総統府参軍長 広東省政府主席兼海南特別行政区防衛司令 |
| 顧祝同 | 陸軍 |      | 1954年 | 陸軍総司令 参謀総長兼代理国防部長                                                            |
| 桂永清 | 海軍 |      | 1954年 | 海軍総司令 参謀総長                                                                          |
| 王叔銘 | 空軍 |      | 1958年 | 空軍総司令 参謀総長                                                                          |
| 彭孟緝 | 陸軍 |      | 1959年 | 陸軍総司令 参謀総長                                                                          |
| 鄭介民 | 陸軍 |      | 1959年 | 参謀次長 国家安全局局長                                                                      |
| 黄杰   | 陸軍 |      | 1960年 | 台湾省政府主席 国防部長                                                                      |
| 黄鎮球 | 陸軍 |      | 1962年 | 聯合後勤司令部総司令 総統府参軍長 台北衛戍総司令                                             |
| 胡宗南 | 陸軍 |      | 1962年 | 西南軍政長官公署副長官兼参謀長 陸軍澎湖防衛指揮部司令官                                      |
| 朱紹良 | 陸軍 |      | 1964年 | 抗日戦争第8戦区司令長官兼陝甘寧辺区総司令 重慶綏靖公署主任                                   |
| 余漢謀 | 陸軍 |      | 1965年 | 陸軍総司令                                                                                   |
| 黎玉璽 | 海軍 |      | 1966年 | 海軍総司令 参謀総長                                                                          |
| 高魁元 | 陸軍 |      | 1968年 | 参謀総長 国防部長                                                                            |
| 劉玉章 | 陸軍 |      | 1970年 | 台湾警備総司令部総司令兼台湾軍管区司令                                                       |
| 劉安祺 | 陸軍 |      | 1970年 | 陸軍金門防衛指揮部司令官 陸軍総司令                                                          |
| 頼名湯 | 空軍 |      | 1970年 | 参謀総長                                                                                     |
| 胡璉   | 陸軍 |      | 1972年 | 陸軍金門防衛指揮部司令官 陸軍副総司令                                                        |
| 陳大慶 | 陸軍 |      | 1973年 | 陸軍総司令 国防部長                                                                          |
| 蔣鼎文 | 陸軍 |      | 1974年 | 抗日戦争第1戦区司令長官                                                                      |
| 宋長志 | 海軍 |      | 1976年 | 国防部長                                                                                     |
| 郝柏村 | 陸軍 |      | 1981年 | 陸軍総司令 参謀総長 国防部長 行政院長                                                        |
| 陳燊齢 | 空軍 |      | 1989年 | 空軍総司令 参謀総長                                                                          |
| 劉和謙 | 海軍 |      | 1991年 | 海軍総司令 参謀総長                                                                          |
| 羅本立 | 陸軍 |      | 1995年 | 聯合後勤司令部総司令 参謀総長                                                                |
| 唐飛   | 空軍 |      | 1998年 | 空軍総司令 参謀総長 国防部長 行政院長                                                        |
| 湯曜明 | 陸軍 |      | 1999年 | 陸軍総司令 参謀総長 国防部長                                                                 |
| 李傑   | 海軍 |      | 2002年 | 海軍総司令 参謀総長 国防部長                                                                 |
| 李天羽 | 空軍 |      | 2004年 | 空軍総司令 参謀総長 国防部長                                                                 |
| 霍守業 | 陸軍 |      | 2007年 | 陸軍総司令 参謀総長                                                                          |
| 林鎮夷 | 海軍 |      | 2009年 | 海軍総司令 参謀総長                                                                          |
| 沈一鳴 | 空軍 |      | 2020年 | 空軍総司令 参謀総長 ヘリ墜落事故で在職中に死亡                                               |